# منظمة إلحاح
إلحاح (بالإنجليزية: Urgenda)‏ هي مؤسسة غير ربحية (كيانًا قانونيًا هولنديًا ذو مسؤولية محدودة) في هولندا تهدف إلى المساعدة في إنفاذ المعاهدات البيئية الوطنية والأوروبية والدولية.
في عام 2013 ، رفعت المنظمة دعوى قضائية ضد دولة هولندا - على التوالي أيضًا ضد الحكومة - في محكمة دن هاج ، لإجبارهم على وضع سياسات أكثر فاعلية لتقليل كمية الانبعاثات ، بهدف حماية شعب هولندا ضد آثار تغير المناخ والتلوث.

## التاريخ
الاسم إالحاح أو Urgenda وهو عبارة عن مجموعة من الكلمات العاجلة (بمعنى إالحاح). تأسست في عام 2007 من قبل جان روتمانز (أستاذ في جامعة إيراسموس (روتردام) ومارجان مينيسما (محام وعالم اقتصادي وفيلسوف).

## النجاح في دعوى قضائية ضد الحكومة الهولندية

كانت قضية دولة هولندا ضد مؤسسة إلحاح (بالهولندية: De Staat Der Nederlanden v. Stichting Urgenda) قضية قضائية نظرت فيها المحكمة العليا في هولندا في عام 2019 تتعلق بجهود الحكومة للحد من انبعاثات ثاني أكسيد الكربون. تم رفع القضية ضد الحكومة الهولندية في عام 2013 ، بحجة أن الحكومة ، من خلال عدم تحقيق الحد الأدنى من هدف الحد من انبعاثات ثاني أكسيد الكربون الذي وضعه العلماء لتجنب تغير المناخ الضار ، كان يهدد حقوق الإنسان للمواطنين الهولنديين على النحو المحدد من قبل الاتحاد الوطني والأوروبي.
الحكم الأولي كان في عام 2015 ، الذي يطالب الحكومة بتحقيق هدف خفض الانبعاثات بنسبة 25٪ من مستويات عام 1990 بحلول عام 2020 ، تم تأييده من خلال المحكمة العليا في الاستئنافات ، مؤكدة أن خفض الانبعاثات كان ضروريًا للحكومة الهولندية لحماية حقوق الإنسان. إنها أول قضية تعويض من هذا القبيل ضد حكومة تتحدى جوانب تغير المناخ بناءً على مؤسسة حقوق الإنسان ، وأول قضية عدالة مناخية ناجحة.

## الجوائز
- دكتوراه فخرية من جامعة سانت لويس ، بروكسل ، 2019